# Bad Company (album)
Pour les articles homonymes, voir Bad Company.
Albums de Bad Company
Straight Shooter
(1975)
Singles
1. Can't Get Enough
Sortie : 1974
2. Movin' On
Sortie : 1974
3. Bad Company
Sortie : 1974

Bad Company est le premier album studio du groupe de hard rock britannique Bad Company. Il sort le 26 juin 1974 sur le label Island Records en Europe et sur Swan Song Records, le label de Led Zeppelin, en Amérique du Nord et est produit par le groupe. Il contient le plus gros hit de Bad Company Can't get enough ainsi qu'une reprise d'une chanson de Mott The Hoople, Ready for love, parue sur leur album de 1972 All the Young Dudes.

## Historique

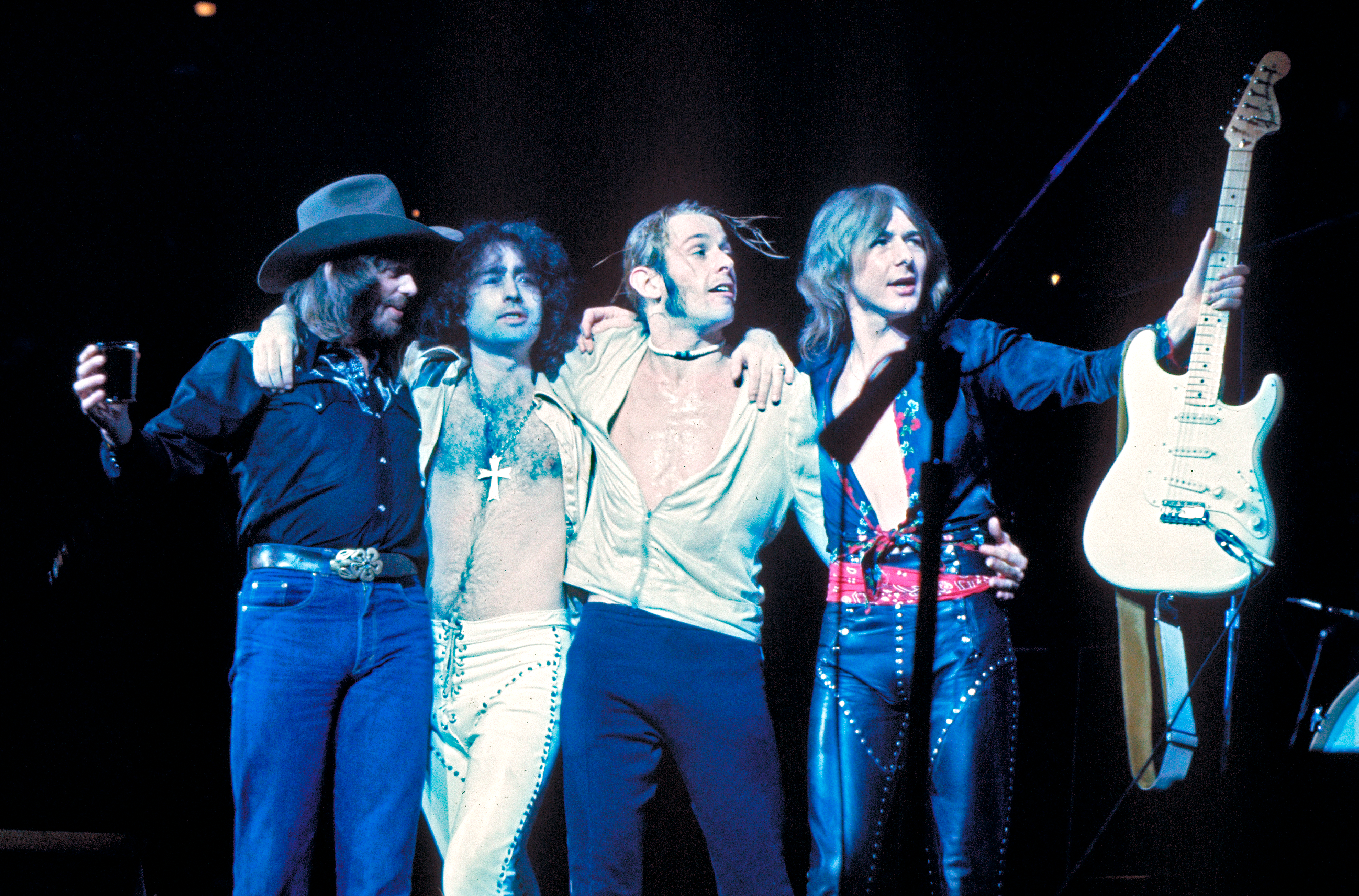
Bad Company en 1976.

Après la dissolution du groupe Free, le chanteur Paul Rodgers et le batteur Simon Kirke se mettent d'accord pour continuer ensemble et forment Bad Company avec le guitariste Mick Ralphs (ex-Mott The Hoople) et Raymond Boz Burrell, ancien bassiste de King Crimson. 
Bad Company est le premier groupe à signer un contrat de disques avec le nouveau label Swan Song Records de Led Zeppelin. 
Les chansons de ce premier album sont composées soit par Ralphs seul soit en partenariat avec Paul Rodgers. L'une d'entre elles, Bad Company, est signée Rodgers et Kirke, alors que la pièce Ready for love est une reprise de l'album All the young dudes (1972) de Mott The Hoople et est signée Mick Ralphs. 
Le plus grand succès de ce premier album de Bad Company est, indéniablement, Can't get enough signée Mick Ralphs. Le saxophoniste Mel Collins, un autre ex-King Crimson, joue sur la chanson The Way I Choose. Il reviendra à deux reprises jouer avec le groupe, sur les albums Burnin' sky et Rough Diamonds.
Cet album atteint la première place du Billboard 200 aux États-Unis. Il se classe à la 3e place des charts britanniques et à la 7e des charts canadiens. Il est certifié quintuple disque de platine aux USA et disque d'or en Grande-Bretagne.

## Pochette
La pochette de l'album, très simple mais très frappante, a été conçue par Hipgnosis. Elle représente, sur un fond noir, le logo « Bad Co » à travers lequel on peut voir les lignes de la main.

## Liste des titres
Face 1
| No | Titre             | Auteur          | Durée |
| -- | ----------------- | --------------- | ----- |
| 1. | Can't Get Enough  | Mick Ralphs     | 4:10  |
| 2. | Rock Steady       | Paul Rodgers    | 3:46  |
| 3. | Ready for Love    | Ralphs          | 5:00  |
| 4. | Don't Let Me Down | Ralphs, Rodgers | 4:18  |

Face 2
| No | Titre            | Auteur               | Durée |
| -- | ---------------- | -------------------- | ----- |
| 5. | Bad Company      | Rodgers, Simon Kirke | 4:50  |
| 6. | The Way I Choose | Rodgers              | 5:05  |
| 7. | Movin' On        | Ralphs               | 3:20  |
| 8. | Seagull          | Ralphs, Rodgers      | 4:06  |

### Disc bonus réédition Deluxe 2015
| No  | Titre                                              | Auteur          | Durée |
| --- | -------------------------------------------------- | --------------- | ----- |
| 1.  | Can't Get Enough (Take 8)                          | Ralphs          | 4:21  |
| 2.  | Little Miss Fortune (Demo Reel 1)                  | Rodgers, Ralphs | 3:58  |
| 3.  | The Way I Choose (Demo Reel 1)                     | Ralphs          | 6:39  |
| 4.  | Bad Company (Session Reel 2)                       | Rodgers, Kirke  | 4:40  |
| 5.  | The Way I Choose (Version 1 Inc. False Start)      | Ralphs          | 7:16  |
| 6.  | Easy on My Soul (Long Version)                     | Rodgers         | 6:15  |
| 7.  | Bad Company (Session Reel 8)                       | Rodgers, Kirke  | 5:33  |
| 8.  | Studio Chat / Dialogue                             |                 | 0:23  |
| 9.  | Superstar Woman (Long Version)                     | Rodgers         | 6:11  |
| 10. | Can't Get Enough (Single Edit)                     | Ralphs          | 3:30  |
| 11. | Little Miss Fortune (Face-B de "Can't Get Enough") | Rodgers, Ralphs | 3:51  |
| 12. | Easy on My Soul (Face-B de "Movin' On")            | Rodgers         | 4:41  |
| 13. | Can't Get Enough (Hammond Version)                 | Ralphs          | 4:23  |

## Musiciens
Bad Company
- Paul Rodgers : chant, guitare rythmique (1), guitare acoustique (8), piano sur (4, 5), tambourin
- Mick Ralphs : guitare sauf sur (8), claviers sur (3, 6)
- Boz Burrell : basse sauf sur (8)
- Simon Kirke : batterie sauf sur (8)

Musiciens additionnels
- Mel Collins : saxophones sur (6)
- Sue Glover, Sonny Leslie : chœurs sur (4)

## Production
- Bad Company : production
- Beverly Taddei : coordination à la production
- Steve Hoffman – mastering
- Barry Diament – mastering
- Ron Nevison – ingénieur, mixing
- Hipgnosis : conception de la pochette
- Bob Wynne – direction artistique

## Classements et certifications

### Classements de l'album
| Pays             | Durée du classement | Meilleur classement |
| ---------------- | ------------------- | ------------------- |
| Allemagne        | 1 semaine           | 45e                 |
| Canada           | 17 semaines         | 7e                  |
| États-Unis       | 64 semaines         | 1er                 |
| Norvège          | 1 semaine           | 17e                 |
| Nouvelle-Zélande | 3 semaines          | 27e                 |
| Royaume-Uni      | 26 semaines         | 3e                  |

### Certifications de l'album
| Pays        | Certification | Ventes      | Date       |
| ----------- | ------------- | ----------- | ---------- |
| États-Unis  | 5 × Platine   | 5 000 000 + | 30/11/1993 |
| Royaume-Uni | Or            | 100 000 +   | 01/12/1974 |

### Classements des singles
| Date | Single           | Chart            | durée du classement | Position |
| ---- | ---------------- | ---------------- | ------------------- | -------- |
| 1974 | Can't Get Enough | Hot 100          | -                   | 5e       |
| 1974 | Can't Get Enough | RPM Top Singles  | 14 semaines         | 3e       |
| 1974 | Can't Get Enough | UK Singles Chart | 8 semaines          | 15e      |
| 1975 | Movin' On        | Hot 100          | -                   | 19e      |
| 1975 | Movin' On        | RPM Top Singles  | 9 semaines          | 30e      |